# 1635.
◄ | 16. stoljeće | 17. stoljeće | 18. stoljeće | ►
◄ | 1600-ih | 1610-ih | 1620-ih | 1630-ih | 1640-ih | 1650-ih | 1660-ih | ►
◄◄ | ◄ | 1632. | 1633. | 1634. | 1635. | 1636. | 1637. | 1638. | ► | ►►
Arhitektura • Astronomija • Glazba • Kazalište • Kiparstvo • Knjige • Književnost • Kršćanstvo • Medicina • Politika • Pravo • Promet • Slikarstvo • Znanost

## Rođenja
- 18. srpnja – Robert Hooke, engleski fizičar († 1703.)

## Smrti
- 24. listopada – Wilhelm Schickard, njemački matematičar i konstruktor prvoga mehaničkog kalkulatora (* 1592.)

## Vanjske poveznice
|  | Zajednički poslužitelj ima još gradiva o temi 1635. |